# Селевко, Герман Константинович
Герман Константинович Селевко (1932—2008) — академик Международной академии наук педагогического образования, профессор, автор «Энциклопедии образовательных технологий». Автор собственных образовательных концепций.

## Детство. Начало карьеры
Родился 15 февраля 1932 года в г. Ярославле в учительской семье. В школу пошёл с семи лет, был круглым отличником. В послевоенные годы поступил в химико-механический техникум. Свою трудовую биографию он начал на заводе, откуда был призван в ряды Советской Армии и направлен в военное лётное училище. Уже тогда у Г. К. Селевко проявился педагогический талант, он всегда был помощником преподавателей, помогал учиться отстающим.

## Учебные годы
В 1954 году поступил в Ярославский государственный педагогический институт им. К. Д. Ушинского, который окончил в 1959 году по специальности «Учитель физики и основ производства». Во время учёбы работал учителем в вечерней школе, где и проявился его педагогический талант и появились первые печатные работы. После окончания университета работал инспектором городского отдела народного образования, где занимался переводом средних школ на 11-летнее обучение. В 1964 году поступил в аспирантуру НИИ вечерних школ АПН РСФСР, которую окончил досрочно с получением учёной степени кандидата педагогических наук.

## Научная деятельность
Г. К. Селевко работал одновременно в школе и в Ярославском педагогическом институте. Он прошёл путь от преподавателя до декана факультета. В 1967 году ему присвоили учёное звание доцента. В 1974 г. Г. К. Селевко был награждён знаком «Отличник народного образования». В 1985 году его пригласили для создания кафедры педагогики в Ярославском областном институте повышения квалификации. В 1989 году ему присваивают звание профессора. За 10 лет работы на кафедре он вносит много нового в деятельность учреждения. В 1990 году он стал инициатором создания факультета социальной педагогики в Ярославском ИПК. Создал "Школу доминанты самосовершенствования личности", где использовал собственную систему образования школьников. Акцент в образовании по системе Селевко был сделан на самовыражении и самоактуализации. 

## Активная социальная деятельность
Г. К. Селевко написал ряд статей по педагогике сотрудничества, обобщил опыт учителей области («Совершенствование методической подготовки студентов», «Педагогика сотрудничества: методические рекомендации», «Новое педагогическое мышление» и др.). В 1990 году Г. К. Селевко возглавил работу по введению инновация среди образовательных учреждений в Ярославской области. Участвовал в создании большинства гимназий, лицеев и социально-педагогических комплексов на территории области. Был награждён медалью К. Д. Ушинского за активную деятельность по подготовке педагогических кадров.

## Исследования, работы и награды
Г. К. Селевко разработал технологический подход в образовании, в рамках которого созданы оригинальные концепции: самовоспитания школьников, содержания работы классного руководителя, гуманно-личностно-ориентированного подхода к учащимся, концептуал социального педагога, концепция работы с трудными детьми, а также инновационная образовательная технология. Особое значение имели использование и разработка на технологическом уровне идей академика А. А. Ухтомского о воспитании доминанты самосовершенствования личности ребёнка. После публикаций в печати к этой технологии присоединилось множество учебных заведений, она стала систематизирующей базой построения воспитательных систем в образовательных учреждениях. Экспериментальная база включала в себя более 150 экспериментальных площадок в Российской Федерации и ближнем зарубежье.
В 2000 году Г. К. Селевко награждён медалью к ордену «За заслуги перед Отечеством» второй степени.
В 2006 году в двух томах вышла «Энциклопедия образовательных технологий» — учебное и справочное пособие, которое содержит описание около 500 образовательных технологий и создает представление о мировом образовательном пространстве. Методологической основой книги является концепция образовательной технологии, выдвинутой Г. К. Селевко.
В 1998 году вышла работа Г. К. Селевко «Современные образовательные технологии». В 2005 году второе издание получило премию губернатора Ярославской области.

## Смерть
Умер 11 декабря 2008 года. Похоронен на Леонтьевском кладбище в Ярославле. В память о Г. К. Селевко на здании Ярославского института развития образования установлена мемориальная доска.

## Награды и премии
- медаль им. К. Д. Ушинского
- медаль к ордену «За заслуги перед Отечеством» второй степени
- премия губернатора Ярославской области.